# Into the White

Into the White (conocida también como Comrade y titulada en España como Perdidos en la nieve) es una película sueco-noruega realizada en 2012, basada en hechos reales y que pertenece al género antibelicista ambientada en la Segunda Guerra Mundial, dirigida por Petter Næss, quien también escribió el guion con la ayuda de Ole Meldgaard y Dave Mango.

## Sinopsis
Narra la forzada convivencia entre la tripulación de dos aviones enemigos abatidos en combate entre sí sobre territorio noruego- uno alemán y otro inglés -y que se encuentran en la soledad de un refugio del Invierno lapón y de cómo dejaron diferencias hasta hacerse amigos. Basado en una historia verídica y en el libro de uno de sus protagonistas, el teniente Horst Schopis.

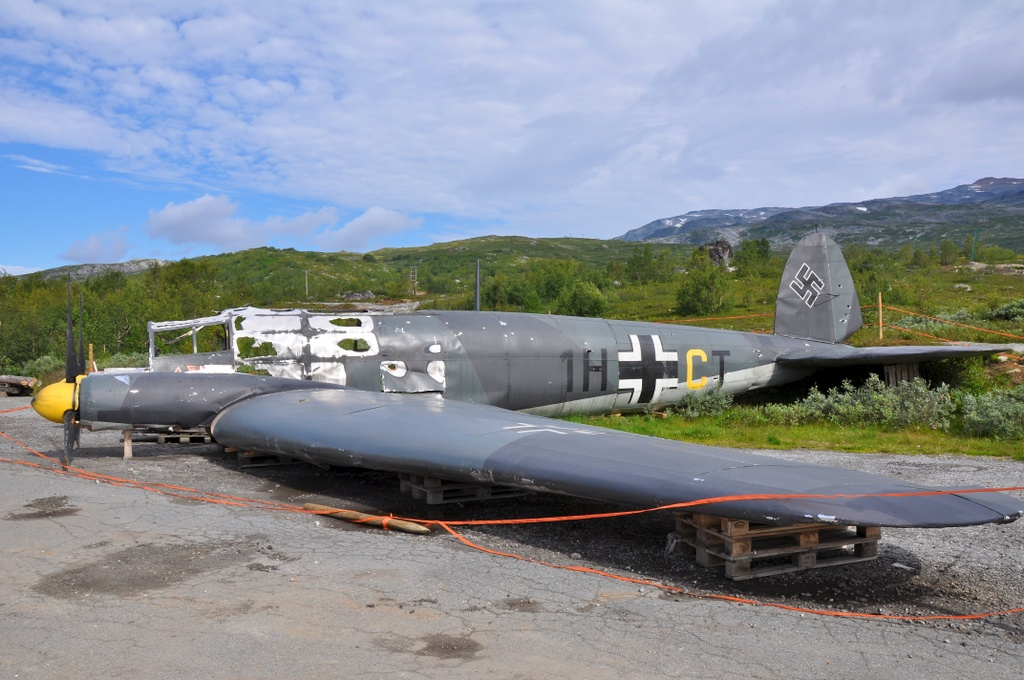
Copia de un Heinkel 111 utilizada durante el rodaje de la película

## Elenco
- Rupert Grint como el ametrallador Robert Smith.
- Florian Lukas como el teniente Horst Schopis.
- David Kross como el suboficial Josef  Schwartz
- Stig Henrik Hoff como el sargento Wolfgang Strunk.
- Lachlan Nieboer como el capitán Charles P. Davenport
- Kim Haugen como Bjorn Gustavsen.
- Knut Joner como Harald Gustavsen.
- Morten Faldaas como Terje.
- Sondre Krogtoft Larsen como Kjell.